# Цирлиева къща (1887)
Цирлиевата къща (на гръцки: Οικία Mιχαήλ A. Tσίρλη) е къща в леринското влашко село Невеска (Нимфео), Гърция.

## История
Къщата е собственост на Михаил А. Цирлис. Построена е в 1887 година. Къщата е използвана в началото на XX век от Павлос Мелас за ръководство на таката наречената Македонска борба в Източен Вич.
В 1984 година къщата е обявена за паметник на културата.

## Архитектура
Типологията на къщата е типична за паланката, повлияна от централноевропейската градска архитектура от втората половина на XIX век. Забележителна е живописната и скулптурна украса на имението, част от която са изложени в Етнографския музей в Невеска.